# Corydalis omeiana
Corydalis omeiana là một loài thực vật có hoa trong họ Anh túc. Loài này được (C.Y.Wu & H.Chuang) Z.Y.Su & Lidén mô tả khoa học đầu tiên năm 2007.